# Dasiops calvus
Dasiops calvus is een vliegensoort uit de familie van de Lonchaeidae. De wetenschappelijke naam van de soort is voor het eerst geldig gepubliceerd in 1959 door Morge.